# Torneo Clausura 2025 Segunda División (Guatemala)
El Torneo Clausura 2025 fue el segundo torneo de la Temporada 2024−25 de la Segunda División de Guatemala, la tercera categoría del fútbol guatemalteco.

## Sistema de competencia
La asamblea de equipos acordó un cambio de formato para la temporada 2023−24, dividiendo a los 40 equipos en 4 grupos de 10 en lugar de 5 grupos de 8 equipos, aumentando las 14 fechas a 18 y los 280 partidos a 360. Este formato se mantuvo para la temporada 2024–25.
El torneo se divide en dos fases:
- Fase de clasificación: 18 fechas de 20 partidos (360 partidos totales)
- Fase final: 28 partidos (desde octavos de final hasta las series finales)

### Fase de clasificación
Los 40 equipos participantes son divididos en 4 grupos de 10 equipos a razón de proximidad geográfica. Durante esta fase, cada equipo juega a visita recíproca contra sus otros 9 rivales de grupo, para un total de 18 fechas. Tras finalizar las 18 fechas regulares, los equipos son ordenados según la cantidad de puntos obtenidos (3 por victoria, 1 por empate y 0 por derrota), utilizando el diferencial de goles y los goles anotados como criterios de desempate. Los cuatro mejores equipos clasifican a la fase final por el título.

### Fase final
Los 16 equipos clasificados se ordenan según los puntos obtenidos en la fase de clasificación, enfrentándose a visita recíproca de la siguiente manera:
- 1° vs. 16°
- 2° vs. 15°
- 3° vs. 14°
- 4° vs. 13°
- 5° vs. 12°
- 6° vs. 11°
- 7° vs. 10°
- 8° vs. 9°

Los equipos ganadores de las series serán aquellos que anoten más goles en los dos partidos correspondientes. Tras haberse definido los 8 clasificados, los cuartos de final se jugarán a visita recíproca, enfrentando a los equipos de modo que:
- 1.° mejor clasificado vs 8.° mejor clasificado
- 2.° mejor clasificado vs 7.° mejor clasificado
- 3.° mejor clasificado vs 6.° mejor clasificado
- 4.° mejor clasificado vs 5.° mejor clasificado

Tras finalizados los dos enfrentamientos, los equipos ganadores de las series se enfrentan en la ronda semifinal a partido único en una sede equidistante a la localía de los equipos a enfrentar; lo anterior responde a que los equipos clasificados a la final también clasificarán a las series de ascenso. El orden de los enfrentamientos se define de modo que:
- 1.° mejor clasificado vs 4.° mejor clasificado
- 2.° mejor clasificado vs 3.° mejor clasificado

Los equipos ganadores clasificarán a la final y a las series de ascenso. Asimismo, el equipo que gane la final entre los ganadores de las dos semifinales será nombrado campeón de liga.

### Series de ascenso
Los finalistas del Torneo Apertura y el Torneo Clausura se enfrentarán a un partido en sede neutral de la siguiente forma:
- Campeón del Apertura vs Subcampeón del Clausura
- Campeón del Clausura vs Subcampeón del Apertura

Los dos equipos ganadores de estas series ascenderán a Primera División. Mientras tanto, los equipos perdedores se enfrentarán en otro duelo en sede neutral para definir el tercer ascenso.

## Participantes

### Información
| Grupo A              | Grupo A                     | Grupo A                            |
| Equipo               | Ciudad                      | Estadio                            |
| -------------------- | --------------------------- | ---------------------------------- |
| Carchá               | San Pedro Carchá            | Juan Ramón Ponce Guay              |
| Heredia              | Livingston                  | Roy Fearon                         |
| Izabal JC            | Puerto Barrios              | Roy Fearon                         |
| Juventud Teculuteca  | Teculután                   | Julio Héctor Paz Castilla          |
| La Unión             | La Unión                    | J. Octavio Barillas                |
| San Jorge            | San Jorge                   | Municipal San Jorge                |
| Sanarate             | Sanarate                    | Municipal de Sanarate              |
| Santa Cruz           | Río Hondo                   | Hermanos Castellanos               |
| Santa Cruz AV        | Santa Cruz Verapaz          | Isaías García Morales              |
| Sayaxché             | Sayaxché                    | Municipal La Pasión                |
| Grupo B              |                             |                                    |
| Equipo               | Ciudad                      | Estadio                            |
| Atlético Ariga       | Ciudad de Guatemala         | Julio Armando Cóbar                |
| Cuilapa              | Cuilapa                     | Municipal de Cuilapa               |
| Fraijanes            | Fraijanes                   | Municipal de Fraijanes             |
| Ipala                | Ipala                       | Municipal Atlántida                |
| Jutiapa              | Jutiapa                     | El Cóndor                          |
| Nueva Santa Rosa     | Nueva Santa Rosa            | Pedro García Arredondo             |
| Palencia             | Palencia                    | Francisco Escobar Pérez            |
| Pueblo Nuevo Viñas   | Pueblo Nuevo Viñas          | Mario O. Mena                      |
| Tigres del Jumay     | Jalapa                      | Ingeniero Mario Estrada            |
| USAC                 | Ciudad de Guatemala         | Revolución                         |
| Grupo C              |                             |                                    |
| Equipo               | Ciudad                      | Estadio                            |
| Amatitlán            | Amatitlán                   | Guillermo Slowing                  |
| Chimaltenango        | Chimaltenango               | Municipal de Chimaltenango         |
| El Mazateco          | Mazatenango                 | La Bombonera                       |
| Juventud Mingueña    | Santo Domingo Suchitepéquez | Municipal David Herrera Mauricio   |
| Puerto San José      | San José                    | Vicente Arévalo                    |
| Rayados GT Escuintla | Escuintla                   | Armando Barillas                   |
| Sampedrano           | San Pedro La Laguna         | Bella Vista                        |
| San Pedro            | San Pedro La Laguna         | Bella Vista                        |
| Sanjuaneros          | San Juan Sacatepéquez       | Municipal San Juan Sacatepéquez    |
| Sistecom Gomera      | La Gomera                   | Pedro Coronado Campos              |
| Grupo D              |                             |                                    |
| Equipo               | Ciudad                      | Estadio                            |
| Aguacatán            | Aguacatán                   | David Herrera Mauricio             |
| América de Salcajá   | Salcajá                     | Panorama Adelso de León Amézquita  |
| Ayutla               | Ayutla Tecún Umán           | Tecún Umán                         |
| Barillas             | Santa Cruz Barillas         | Carlos Enrique Mérida Cardona      |
| Chiantla             | Chiantla                    | Buenos Aires                       |
| Chichicasteco        | Chichicastenango            | Tzocomá                            |
| Colomba              | Colomba Costa Cuca          | César Manuel Aguirre y Aguirre     |
| Creación FC          | Coatepeque                  | Doctor José Zacarías Antonio Rodas |
| Jacalteco            | Jacaltenango                | Filomeno Herrera                   |
| Sija                 | San Carlos Sija             | José Domingo Calderón Díaz         |

## Fase de clasificación[1]

### Grupo A
| Pos. | Equipos             | PJ | PG | PE | PP | GF | GC | Dif. | PTS | Clasificación |
| ---- | ------------------- | -- | -- | -- | -- | -- | -- | ---- | --- | ------------- |
| 1    | Santa Cruz          | 18 | 11 | 2  | 5  | 40 | 18 | +22  | 35  | Fase final    |
| 2    | Carchá              | 18 | 10 | 3  | 5  | 26 | 18 | +8   | 33  | Fase final    |
| 3    | San Jorge           | 18 | 10 | 2  | 6  | 36 | 22 | +14  | 32  | Fase final    |
| 4    | Sanarate            | 18 | 9  | 4  | 5  | 36 | 15 | +21  | 31  | Fase final    |
| 5    | Izabal JC           | 18 | 9  | 2  | 7  | 28 | 15 | +13  | 29  |               |
| 6    | Juventud Teculuteca | 18 | 8  | 4  | 6  | 30 | 22 | +8   | 28  |               |
| 7    | Sayaxché            | 18 | 7  | 4  | 7  | 23 | 17 | +6   | 25  |               |
| 8    | Santa Cruz AV       | 18 | 6  | 5  | 7  | 18 | 21 | –3   | 23  |               |
| 9    | Heredia             | 18 | 4  | 0  | 14 | 25 | 52 | –27  | 12  |               |
| 10   | La Unión            | 18 | 2  | 2  | 14 | 18 | 80 | –62  | 8   |               |

### Grupo B
| Pos. | Equipos            | PJ | PG | PE | PP | GF | GC | Dif. | PTS | Clasificación |
| ---- | ------------------ | -- | -- | -- | -- | -- | -- | ---- | --- | ------------- |
| 1    | Ipala              | 18 | 13 | 1  | 4  | 45 | 22 | +23  | 40  | Fase final    |
| 2    | Palencia           | 18 | 11 | 4  | 3  | 45 | 21 | +24  | 37  | Fase final    |
| 3    | Nueva Santa Rosa   | 18 | 12 | 1  | 5  | 28 | 19 | +9   | 37  | Fase final    |
| 4    | Fraijanes          | 18 | 9  | 4  | 5  | 28 | 23 | +5   | 31  | Fase final    |
| 5    | Pueblo Nuevo Viñas | 18 | 9  | 2  | 7  | 35 | 25 | +10  | 29  |               |
| 6    | USAC               | 18 | 9  | 2  | 7  | 34 | 30 | +4   | 29  |               |
| 7    | Cuilapa            | 18 | 4  | 4  | 10 | 25 | 36 | –11  | 16  |               |
| 8    | Tigres del Jumay   | 18 | 4  | 4  | 10 | 24 | 43 | –19  | 16  |               |
| 9    | Jutiapa            | 18 | 2  | 5  | 11 | 17 | 35 | –18  | 11  |               |
| 10   | Atlético Ariga     | 18 | 2  | 3  | 13 | 17 | 44 | –27  | 9   |               |

### Grupo C
| Pos. | Equipos              | PJ | PG | PE | PP | GF | GC | Dif. | PTS | Clasificación |
| ---- | -------------------- | -- | -- | -- | -- | -- | -- | ---- | --- | ------------- |
| 1    | Sistecom Gomera      | 18 | 14 | 1  | 3  | 33 | 16 | +17  | 43  | Fase final    |
| 2    | Puerto San José      | 18 | 10 | 6  | 2  | 32 | 15 | +17  | 36  | Fase final    |
| 3    | Chimaltenango        | 18 | 10 | 4  | 4  | 22 | 12 | +10  | 34  | Fase final    |
| 4    | Amatitlán            | 18 | 10 | 3  | 5  | 24 | 13 | +11  | 33  | Fase final    |
| 5    | San Pedro            | 18 | 10 | 3  | 5  | 18 | 15 | +3   | 33  |               |
| 6    | El Mazateco          | 18 | 7  | 3  | 8  | 16 | 25 | –9   | 24  |               |
| 7    | Juventud Mingueña    | 18 | 7  | 2  | 9  | 17 | 24 | –7   | 23  |               |
| 8    | Sampedrano           | 18 | 7  | 2  | 9  | 10 | 49 | –39  | 23  |               |
| 9    | Rayados GT Escuintla | 18 | 0  | 0  | 18 | 0  | 0  | 0    | 0   |               |
| 10   | Sanjuaneros          | 18 | 0  | 0  | 18 | 0  | 3  | –3   | 0   |               |

### Grupo D
| Pos. | Equipos            | PJ | PG | PE | PP | GF | GC | Dif. | PTS | Clasificación |
| ---- | ------------------ | -- | -- | -- | -- | -- | -- | ---- | --- | ------------- |
| 1    | Aguacatán          | 18 | 13 | 3  | 2  | 43 | 12 | +31  | 42  | Fase final    |
| 2    | Sija               | 18 | 10 | 3  | 5  | 25 | 20 | +5   | 33  | Fase final    |
| 3    | Colomba            | 18 | 9  | 3  | 6  | 30 | 19 | +11  | 30  | Fase final    |
| 4    | Jacalteco          | 18 | 8  | 5  | 5  | 26 | 22 | +4   | 29  | Fase final    |
| 5    | Barillas           | 18 | 8  | 4  | 6  | 19 | 10 | +9   | 28  |               |
| 6    | Ayutla             | 18 | 7  | 3  | 8  | 26 | 32 | –6   | 24  |               |
| 7    | Chiantla           | 18 | 6  | 5  | 7  | 19 | 18 | +1   | 23  |               |
| 8    | Chichicasteco      | 18 | 5  | 5  | 8  | 17 | 26 | –9   | 20  |               |
| 9    | América de Salcajá | 18 | 4  | 7  | 7  | 20 | 33 | –13  | 19  |               |
| 10   | Creación FC        | 18 | 1  | 0  | 17 | 4  | 37 | –33  | 3   |               |

## Tabla acumulada[2]
| Pos. | Equipos          | PJ | Dif. | PTS | Clasificación            |
| ---- | ---------------- | -- | ---- | --- | ------------------------ |
| 33   | Izabal JC        | 36 | -17  | 35  |                          |
| 34   | Tigres del Jumay | 36 | -41  | 31  |                          |
| 35   | Atlético Ariga   | 36 | -28  | 30  |                          |
| 36   | Sanjuaneros      | 34 | -4   | 26  | Tercera División 2025-26 |
| 37   | Cuilapa          | 36 | -50  | 26  | Tercera División 2025-26 |
| 38   | La Unión         | 36 | -75  | 26  | Tercera División 2025-26 |
| 39   | Real Siquinalá   | 34 | -11  | 11  | Tercera División 2025-26 |
| 40   | Creación FC      | 36 | -67  | 8   | Tercera División 2025-26 |

## Fase final

### Octavos de final
| Equipo 1         | Agr. | Equipo 2   | Ida | Vuelta |
| ---------------- | ---- | ---------- | --- | ------ |
| Carchá           | 3–4  | Fraijanes  | 2–2 | 1–2    |
| Palencia         | 6–4  | San Jorge  | 2–3 | 4–1    |
| Nueva Santa Rosa | 5–3  | Santa Cruz | 0–2 | 5–1    |
| Ipala            | 3–2  | Sanarate   | 1–2 | 2–0    |
| La Gomera        | 2–3  | Jacalteco  | 1–1 | 1–2    |
| Chimaltenango    | 2–1  | Sija       | 1–1 | 1–0    |
| Puerto San José  | 1–3  | Colomba    | 0–3 | 1–0    |
| Aguacatán        | 3–2  | Amatitlán  | 1–2 | 2–0    |

### Cuartos de final
| Equipo 1      | Agr.         | Equipo 2         | Ida | Vuelta |
| ------------- | ------------ | ---------------- | --- | ------ |
| Palencia      | 2–3          | Fraijanes        | 1–2 | 1–1    |
| Ipala         | 3–2          | Nueva Santa Rosa | 1–2 | 2–0    |
| Chimaltenango | 1–1 (1-0t.e) | Jacalteco        | 0–0 | 3–3    |
| Aguacatán     | 8–2          | Colomba          | 1–2 | 7–0    |

### Semifinales
| Equipo 1  | Agr. | Equipo 2      | Ida | Vuelta |
| --------- | ---- | ------------- | --- | ------ |
| Aguacatán | 4–1  | Chimaltenango | 0–1 | 4–0    |
| Ipala     | 5–2  | Fraijanes     | 2–2 | 3–0    |

### Finales
| Ida; 18 de mayo de 2025 | CSD Ipala 1898                                                  | 3:3 (1:1) | Aguacatán FC                                                           | Estadio Atlántida, Ipala |                          |
| 15:00 (UTC-6)           | Cristian Rosa 36' (pen.) · Nelson Flores 50' · Erick Vargas 88' | Reporte   | 36' Sergio Ramírez · 48' (pen.) Kenneth Mérida Lam · 80' Marcos Torres | Árbitro(s): Edgardo Caal | Árbitro(s): Edgardo Caal |

| Vuelta; 25 de mayo de 2025 | Aguacatán FC                                                                 | 4:2 (2:1) (Global 7:5) | CSD Ipala 1898        | Estadio David Herrera Mauricio, Aguacatán |                           |
| 14:30 (UTC-6)              | Elmer Morales 33' · Kenneth Mérida Lam 45+3' (pen.) 54' · Sergio Ramírez 47' | Reporte                | 11' 54' Wayath Zúñiga | Árbitro(s): Jhoan Xitumul                 | Árbitro(s): Jhoan Xitumul |

### Campeón
|           |
|           |
| Aguacatán |

## Series de Ascenso

### Equipos clasificados
| Equipo               | Clasificación                                    |
| -------------------- | ------------------------------------------------ |
| Aguacatán FC         | Bicampeón del Torneo (ascendido automáticamente) |
| CSD Ipala            | Finalista del Torneo Clausura                    |
| Nueva Santa Rosa CDF | Finalista del Torneo Apertura                    |
| Palencia             | Semifinalista mejor clasificado                  |

### Series

#### Serie 1
| Serie 1; 1 de junio de 2025                      | CSD Ipala 1898                            | 3:1 (1:0) | Nueva Santa Rosa CDF         | Estadio Las Flores, Jalapa |                          |
| 11:00 (UTC-6)                                    | Wayath Zúñiga 35' 70' · Cristian Rosa 52' | Reporte   | 51' (pen.) Alexis Barrientos | Árbitro(s): Erick Orozco   | Árbitro(s): Erick Orozco |
| CSD Ipala asciende a la Primera División 2025-26 |                                           |           |                              |                            |                          |

#### Serie 2
| Serie 2; 8 de junio de 2025                             | Nueva Santa Rosa CDF                   | 2:0 (0:0) | Palencia | Estadio Francisco Salazar, Cuilapa |                              |
| 11:00 (UTC-6)                                           | José González 85' · Heider Orantes 90' | Reporte   |          | Árbitro(s): José David Gómez       | Árbitro(s): José David Gómez |
| Nueva Santa Rosa asciende a la Primera División 2025-26 |                                        |           |          |                                    |                              |

### Ascendidos

#### En series de ascenso
- Aguacatán: Bicampeón de la temporada 2024-25[3]
- Ipala: Ganador de la serie 1[4]
- Nueva Santa Rosa: Ganador de la serie 2[5]

| Bandera de Huehuetenango | Bandera de Chiquimula | Bandera de Santa Rosa (Guatemala) |
| Aguacatán FC             | CSD Ipala 1898        | Nueva Santa Rosa CDF              |

#### Por mérito deportivo
Los dos descendidos de la Liga Nacional 2024-25 no participarían de la Primera División 2025-26 por diversas razones.
- Deportivo Zacapa: Se rehusó a inscribirse en la competición tras haber sido declarado descendido.[6]
- Xinabajul: Declarado desafiliado de las ligas federadas.[7]

Posteriormente, CF Universidad, participante de la Primera División, también declinó su participación, liberando tres lugares más para equipos de la Segunda División. Los cupos fueron otorgados por mérito deportivo:
- Palencia: Participante de las series de ascenso.[9] Posteriormente vendería sus derechos deportivos y no participaría en la categoría superior.[10]
- Chimaltenango: Equipo mejor clasificado no participante de las series de ascenso.[8]
- Carchá: Segundo equipo mejor clasificado no participante de las series de ascenso.[11]

| Bandera de Departamento de Guatemala | Bandera de Chimaltenango | Bandera de Alta Verapaz |
| Palencia                             | Chimaltenango            | Carchá                  |

#### Por adquisición de derechos deportivos
- Chichicasteco: Adquirió los derechos deportivos de Palencia.[10]
- La Gomera: Cambió su nombre a Deportivo Gomerano y adquirió los derechos deportivos de La Libertad, participante de la Primera División.[12]

| Bandera de Quiché | Bandera de Escuintla |
| Chichicasteco     | Deportivo Gomerano   |